# Сокольський Руслан Васильович
Русла́н Васи́льович Соко́льський (1982—2022) — підполковник Збройних сил України, учасник російсько-української війни. Кавалер ордена Данила Галицького.

## Життєпис
Народився 1982 року в місті Гнівань Вінницької області.
Брав участь в АТО.
Надалі проходив військову службу в місті Дніпро.
Загинув 27 лютого 2022 (за іншими даними 26 лютого 2022) року в Дніпрі.

## Нагороди
- Орден Данила Галицького[2].
- Відзнака Президента України «За участь в антитерористичній операції».